# Watermael-Boitsfort
Watermael-Boitsfort (fransk navn) eller Watermaal-Bosvoorde (hollandsk navn) er en af de 19 kommuner i Belgien som udgør hovedstadsregionen Bruxelles. Kommunen ligger i den sydøstlige del i regionen. Den grænser til Auderghem mod nordøst, de tre flamske kommuner Rhode-Saint-Genèse, Hoeilaart og Overijse mod syd, samt Uccle, Bruxelles Kommune og Ixelles mod vest. Som alle kommuner i Bruxelles er den lovmæssigt tosproget (fransk-hollandsk).
Da skoven Forêt de Soignes (en) dækker en stor del af den sydlige del af kommunen, og da der i øvrigt er mange grønne områer og haver, er det den kommune i hovedstadsregionen som har den mindste befolkningstæthed.
Pr. 1. januar 2025 havde kommunen 25.327 indbyggere. Det samlede areal var 13 km2, og befolkningstætheden 1.956/km2.